# Gama metallescens
Gama metallescens är en skalbaggsart som beskrevs av Moser 1918. Gama metallescens ingår i släktet Gama och familjen Melolonthidae. Inga underarter finns listade i Catalogue of Life.